# يرسينية سلية كاذبة
يرسينية سلية كاذبة (الاسم العلمي: Yersinia pseudotuberculosis) هي نوع من البكتيريا تتبع جنس اليرسينية من فصيلة الأمعائيات.